# Patrice Abanda
Pour les articles homonymes, voir Abanda.
Patrice Abanda est un joueur de football camerounais, né le 3 août 1978. Il évolue actuellement au KS Besa Kavajë. Son poste de prédilection est milieu.

 Il a remporté la médaille d'or aux Jeux olympiques de 2000 avec l'équipe du Cameroun.

## Clubs successifs
| Saison  | Club               | Pays     | Palmarès                |
| ------- | ------------------ | -------- | ----------------------- |
| 1997-98 | Tonnerre Yaoundé   | Cameroun |                         |
| 1998-99 | Apollon Kalamarias | Grèce    |                         |
| 1999-00 | Apollon Kalamarias | Grèce    |                         |
| 2000-01 | Sparta Prague      | Tchéquie | Championnat de Tchéquie |
| 2001-02 | Sparta Prague      | Tchéquie |                         |
| 2002-03 | Sparta Prague      | Tchéquie | Championnat de Tchéquie |
| 2003-04 | Sparta Prague      | Tchéquie | Coupe de Tchéquie       |
| 2004-05 | FK Drnovice        | Tchéquie |                         |
| 2005-06 | FK Teplice         | Tchéquie |                         |
| 2006-07 | KS Besa Kavajë     | Albanie  |                         |